# هنریک خوبری
هنریک خوبری (سوئدی: Henrik Sjöberg; ۲۰ ژانویهٔ ۱۸۷۵ – ۱ اوت ۱۹۰۵) دونده سرعت، ورزشکار پرش طول و ارتفاع، پرتابگر دیسک و ژیمناست اهل سوئد بود.